# Karl Werner (Filmproduzent)
Karl Robert Gustav Heinrich Werner (* 9. April 1878 in Braunschweig, Deutsches Kaiserreich; † 9. September 1939 in Berlin) war ein deutscher Filmproduzent, Gründer der Karl Werner Film Berlin/Köln, Filmverleiher und Filmregisseur zur Stummfilmzeit.

## Leben
Karl Werner war einer der ersten Kölner Unternehmer, der auf dem noch neuen Geschäftsfeld der Kinematographie Fuß zu fassen suchte. Nach einem erfolgreichen Beginn als Filmverleiher stieg er nach 1908 auch in die Filmproduktion ein.
Er hatte zuvor mit der Organisation von Boxkämpfen in der Stadt positive Erfahrungen gemacht; da solche Wettkämpfe seit den ersten gefilmten Sportberichten beim Kinopublikum auf lebhaftes Interesse trafen, veranstaltete er 1912 in Köln eine „Grosse internationale Ringkampf-Konkurrenz“, die er aufnehmen ließ und anschließend in drei Teilen („Gängen“) an die Kinobesitzer verkaufte.
Im Juli 1911 hatten Karl und Wilhelm Werner die „Karl Werner GmbH“ gegründet, die 1912 mit „Die Geisternacht“ und „Die Dame in Schwarz“ auch erste Spielfilme produzierte.
Die Brüder leiteten auch in Herne das Kino „Reformtheater“ in der Bahnhofstraße 15, das Karl Werner im November 1911 an neue Betreiber verkaufte.
Werner stellte zwischen 1908 und 1921 insgesamt 277 Tonbilder, Spiel- und Dokumentarfilme her. Neben seinem Produktionsbüro in Köln am Waidmarkt 13–15 betrieb er ein Karl-Werner-Filmatelier in Berlin-Friedrichshain in der Großen Frankfurter Str. 105.
Als Regisseure waren Waldemar Hecker, Louis Ralph, Alfred Werner, Willy Zeyn senior und Rudolf del Zopp für ihn tätig.
Für ihn arbeiteten der Szenenbildner Kurt Dürnhöfer und der Kameramann Georg Paezel.
Mehrfach traten bei ihm die Darsteller Josef Coenen, Senta Eichstaedt und Louis Ralph auf.
1912 produzierte er den Film „Zwei Schwestern“ für die Rex Film GmbH Berlin.
1913 nahm er den Film „Weihnachtsfreud und -leid“, auch: „Friede auf Erden“, den Oskar Messter produziert hatte, in seinen Verleih.
Für die Stadtgeschichte bedeutsam sind heute seine in Köln gedrehten dokumentarischen Aufnahmen, z. B. sein Film von den „Beisetzungsfeierlichkeiten des Kardinals Fischer in Köln“, der am 30. Juli 1912 gestorben war.
Werners Firma produzierte seinerzeit so beliebte Krimi-Serien wie „Aus dem Leben eines Multimillionärs“ (I–VI), auch: »Aus dem Leben des Multimillionärs Lincoln«, mit Oskar Fuchs in der Titelrolle, »Lepain« (I u. II), gespielt von Louis Ralph, und »Nobody, der weibliche Detektiv« (I – III), den Senta Eichstaedt darstellte.
Zwei Mal führte er auch selbst Regie: 1914 bei dem von ihm produzierten Film „Evas Hemd“, ebenso 1921 bei dem Streifen „Liebes-Hintertreppen“. Da hieß seine Firma schon „K.W.-Film-Compagnie“.
Nach 1922 sind keine Filme mehr von ihm bekannt.